# Matthias Koßler
Matthias Koßler (1960) è un filosofo tedesco, professore di filosofia all'Università Johannes Gutenberg di Magonza e presidente della Società Schopenhauer..

## Biografia
Dal 1978 al 1988, Koßler ha studiato filosofia, storia dell'arte e storia della Chiesa all'Università Johannes Gutenberg di Mainz. Nel 1990 ha completato il dottorato con una tesi comparativa su Hegel e Schopenhauer sotto la supervisione di Rudolf Malter.
Nel 1997 ha conseguito l'abilitazione all'insegnamento universitario nel 1997 con la tesi Empirische Ethik und christliche Moral ("Etica empirica e morale cristiana"). In precedenza, ha ricoperto diverse posizioni e incarichi di insegnamento presso le Università di Magonza e Coblenza-Landau.
Dopo aver ricoperto cattedre presso le università di Magonza e Friburgo, dal 2001 dirige il Centro di ricerca Schopenhauer, da lui fondato, e dal 2003 è professore associato di filosofia e ricercatore presso l'Università di Magonza. Dal 2000 è presidente della Schopenhauer-Gesellschaft e dal 2001 è uno dei principali redattori dello Schopenhauer-Jahrbuchs.
Oltre a Schopenhauer, i suoi interessi di ricerca comprendono la filosofia del Medioevo e l'idealismo tedesco, nonché l'etica, l'epistemologia e la metafisica.

## Opere
- Substantielles Wissen und subjektives Handeln, dargestellt in einem Vergleich von Hegel und Schopenhauer. Frankfurt u. a. 1990.
- Empirische Ethik und christliche Moral. Zur Differenz einer areligiösen und einer religiösen Grundlegung der Ethik am Beispiel der Gegenüberstellung Schopenhauers mit Augustinus, der Scholastik und Luther. Würzburg 1999.
- Von der Perspektive der Philosophie. Beiträge zur Bestimmung eines philosophischen Standpunkts in einer von den Naturwissenschaften geprägten Zeit (hrsg. mit R. Zecher). Hamburg 2002.
- Die Deutung der Welt. Jörg Salaquardas Schriften zur Philosophie Schopenhauers (hrsg. mit B. Salaquarda und K. Broese). Würzburg 2007.
- Politik und Gesellschaft im Umkreis Arthur Schopenhauers (als Hrsg.). Würzburg 2008.
- Schopenhauer und die Philosophien Asiens (als Hrsg.). Wiesbaden 2008.
- Schopenhauer und die Schopenhauer-Schule (hrsg. mit D. M. Fazio und F. Cirací). Würzburg 2008.

- Schopenhauer-Jahrbuch (als Hrsg. mit D. Birnbacher u. a.). Ab Bd. 82, 2001.